# روبن کاراپتیان
روبن دراستاماتی کاراپتیان (Ռուբեն Դրաստամատի Կարապետյան؛ زادهٔ ۱۹۶۳) یک سیاستمدار، تاریخ‌نگار، مؤلف و دیپلمات اهل ارمنستان است که از تاریخ ۲۰۰۹ تا تاریخ ۲۰۱۳ سفیر جمهوری ارمنستان در ایتالیا بود. کاراپتیان پیشتر از تاریخ ۲۰۰۵ تا ۲۰۰۹ سفیر جمهوری ارمنستان در سریر مقدس بود.

## زندگی‌نامه
وی در ۱۹۶۳ در ایروان به دنیا آمد و از دانشگاه دولتی ایروان فارغ‌التحصیل گشت.

## نگارخانه

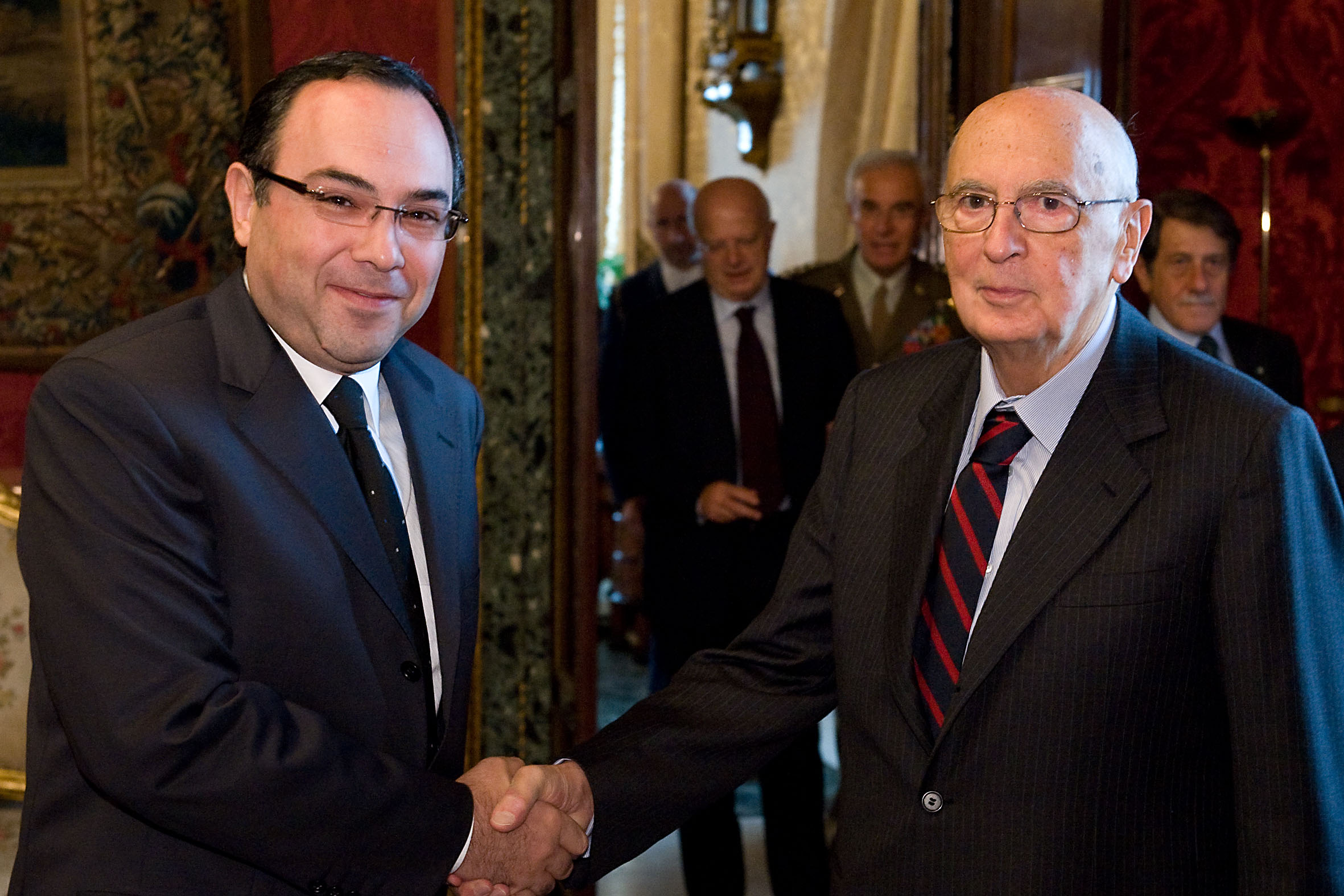
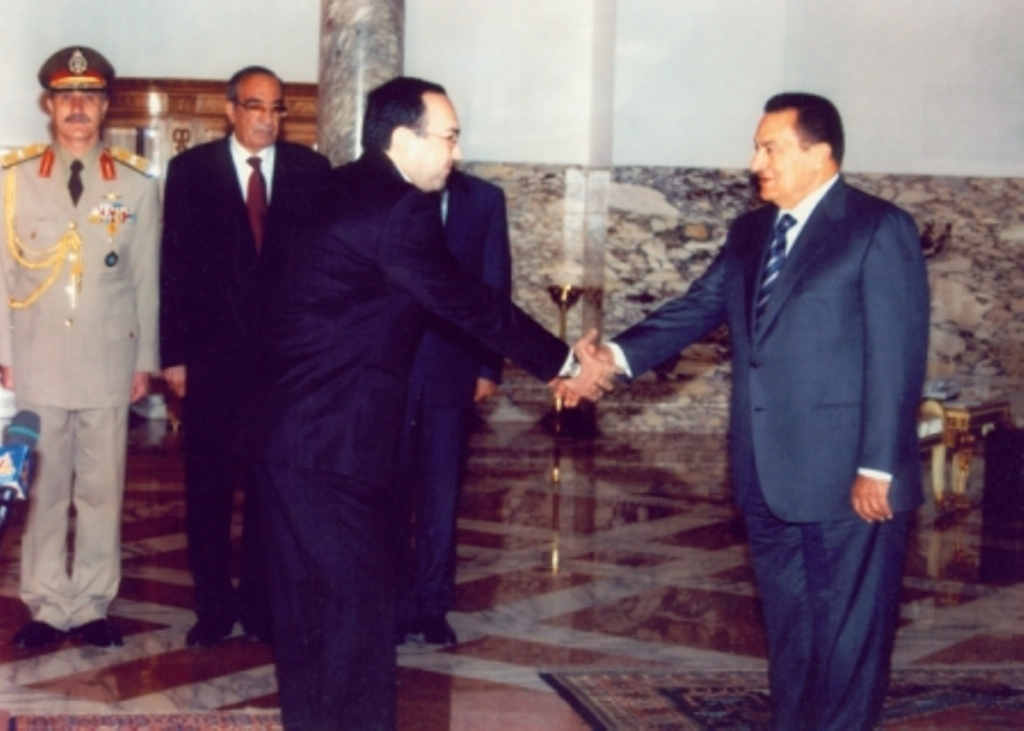
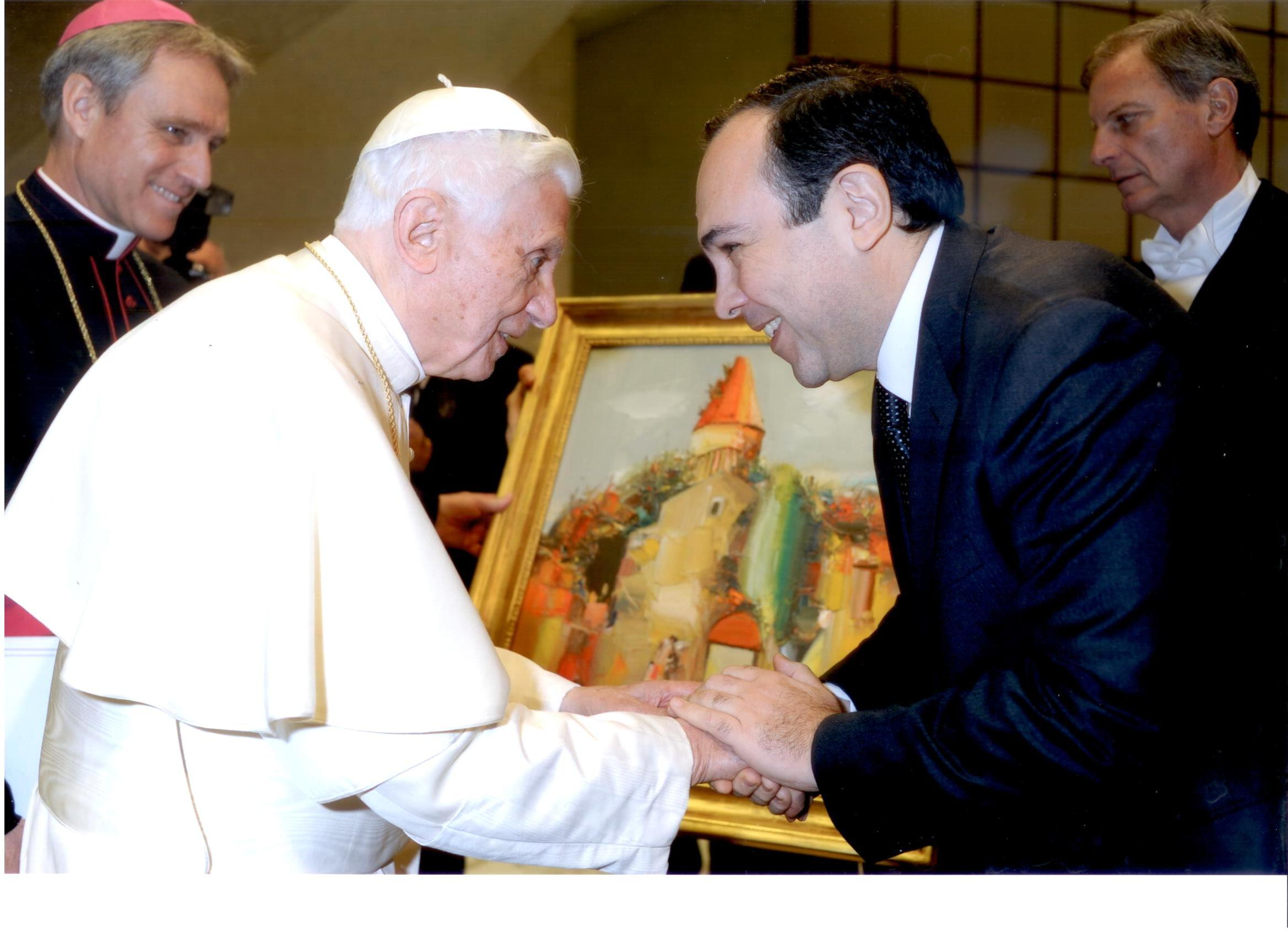